# غناجيات
الغَنّاجِِيَّات أو طيور البيتا (الاسم العلمي: Pittidae) هي فصيلة من الطيور تتبع رتبة العصفوريات من طائفة الطيور.

## أجناس
- البيتا
- البيتا المخطط
- البيتا الأحمر